# Bashō (Merkurkrater)
| Bashō                                                          | Bashō        |
| -------------------------------------------------------------- | ------------ |
| Bashō, am unteren rechten Bildrand, fotografiert von MESSENGER |              |
| Eigenschaften                                                  |              |
| Breite                                                         | 32° S        |
| Länge                                                          | 170,5° W     |
| Durchmesser                                                    | 80 km        |
| Tiefe                                                          | unbekannt    |
| Eponym                                                         | Matsuo Bashō |

Bashō ist ein Einschlagkrater auf dem Planeten Merkur.
Benannt ist der Krater nach dem japanischen Dichter und Philosophen Matsuo Bashō (1644–1694). Obwohl Basho nur etwa achtzig Kilometer Durchmesser besitzt, kann man ihn schon aus großer Höhe erkennen. Ein helles Strahlensystem macht ihn zu einem leicht identifizierbaren Objekt auf der Oberfläche. Neben den langen, hellen Strahlen zeigten schon Fotos von Mariner 10 einen interessanten Hof aus dunklem Material, das aber nie den Kraterboden bedeckt.